# Халматов, Эргаш
Эргаш Халматов — советский хозяйственный, государственный и политический деятель, Герой Социалистического Труда.

## Биография
Родился в 1919 году в кишлаке Кутчи. Член КПСС с 1941 года.
С 1935 года — на хозяйственной, общественной и политической работе. В 1935—1980 гг. — колхозник, комсорг колхоза имени Нариманова Зааминского района, участник Великой Отечественной войны, пропагандист, завотделом Зааминского райкома КП(б) Узбекистана, заместитель заведующего отделом Самаркандского обкома КП(б) Узбекистана, второй секретарь Зааминского райкома КП(б) Узбекистана, первый секретарь Каракишлакского райкома КП(б) Узбекистана, первый секретарь Каттакурганского райкома КП(б) Узбекистана, секретарь парткома колхоза «Кизил чорвадор», председатель колхоза имени Ворошилова Булунгурского района Самаркандской области, председатель Булунгурского райисполкома, первый секретарь Джамбайского райкома КП Узбекистана, первый секретарь Пастдаргомского райкома КП Узбекистана, директор совхоза имени Ильича, совхоза «Самарканд» Сырдарьинской области, первый секретарь Бахмалского райкома КП Узбекистана, первый секретарь Зааминского райкома КП Узбекистана.
Указом Президиума Верховного Совета СССР от 8 апреля 1971 года присвоено звание Героя Социалистического Труда с вручением ордена Ленина и золотой медали «Серп и Молот».
Умер в Заамине после 1985 года.